# Grande Marocco

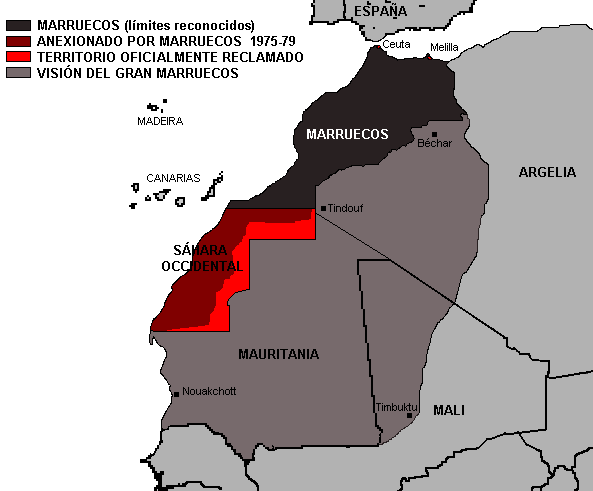
Il Grande Marocco voluto dall'Istiqlal

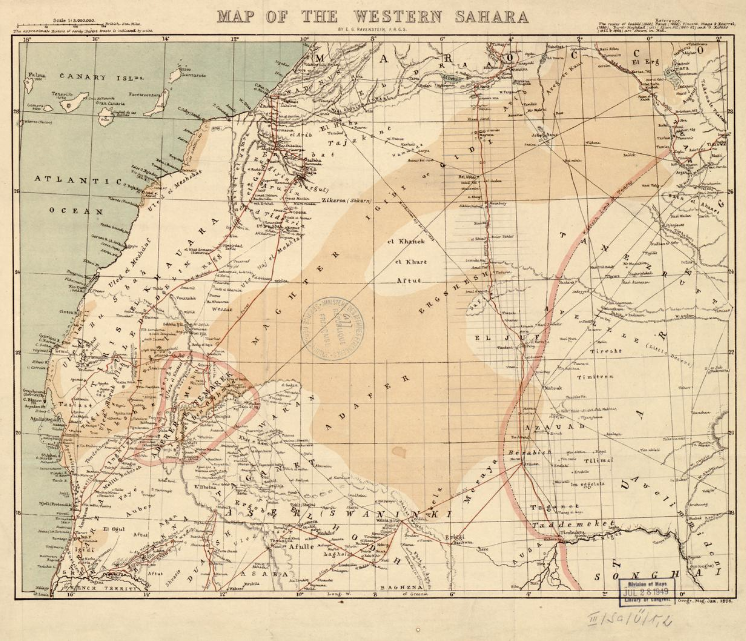
Sahara occidentale nel 1876

Grande Marocco è la definizione usata dal partito politico Istiqlal per definire un'idea della nazione marocchina durante la dominazione ispano-francese del Paese.

## Storia
L'idea del Grande Marocco, che tra gli indipendentisti dell'Istiqlal fu l'idea base del partito, non ebbe molto seguito dopo l'indipendenza. Ma in seguito alla morte del re Mohammed V nel 1961 (che nel 1958 aveva ottenuto la città di Tarfaya), il nuovo re Hasan II riportò fortemente in auge l'idea del Grande Marocco.
Nel 1969 il Marocco ottenne dalla Spagna il territorio di Ifni e nel 1976 occupò la parte settentrionale del Sahara Occidentale già colonia spagnola e nel 1979 anche la parte meridionale, occupata precedentemente dalla Mauritania. L'occupazione del Sahara Occidentale non fu riconosciuta dall'Organizzazione dell'unità africana (OUA). Il 12 novembre 1984 il Marocco lasciò l'organizzazione in seguito al riconoscimento e all'ammissione della Repubblica democratica araba Sahrawi come paese membro dell'organizzazione. Dopo 33 anni di assenza, il Marocco ha deciso di ritornare ed è stato riammesso come membro dell'Unione africana il 30 gennaio 2017, senza riconoscere l'indipendenza della Repubblica democratica araba Sahrawi e continuando a sostenere la sua causa di integrità territoriale.

### Questione dell'indipendenza del Sahara Occidentale

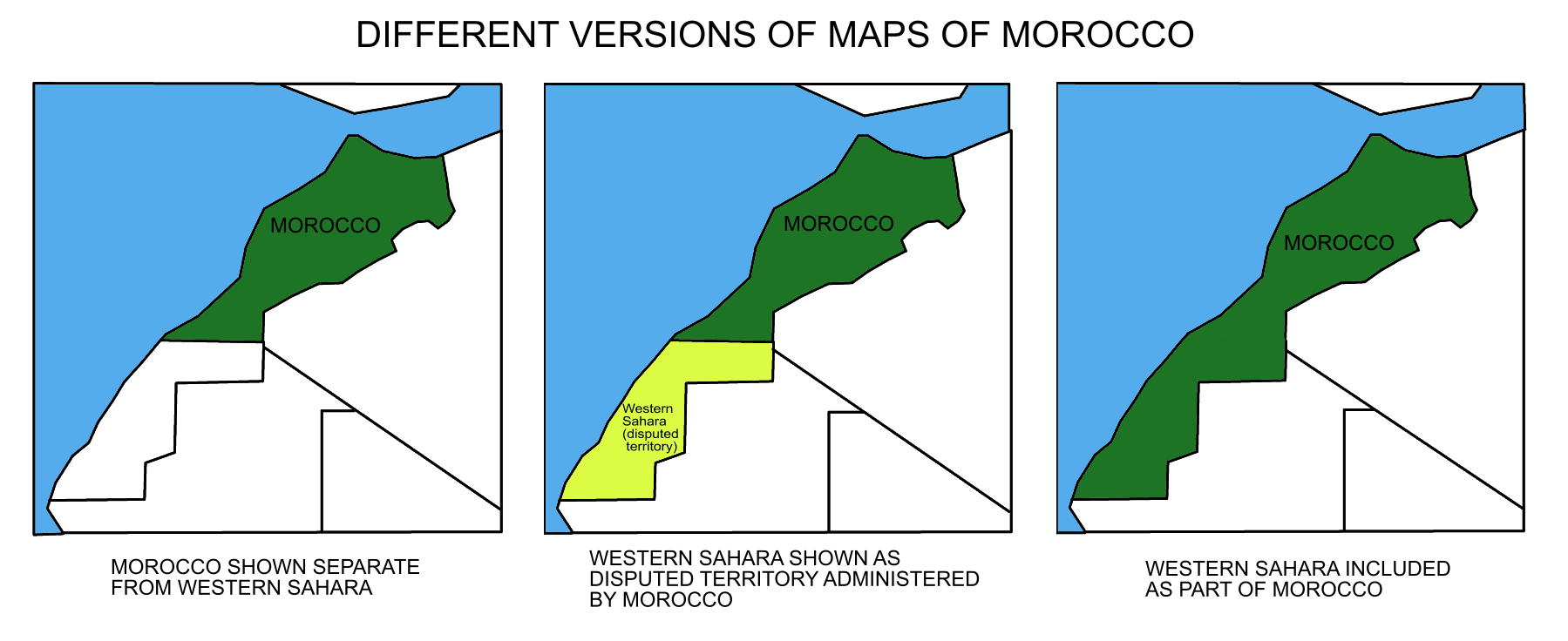
Come si può trovare nelle carte geografiche il Marocco: con o senza la contesa del Sahara Occidentale

La Repubblica democratica araba Sahrawi è riconosciuta da diversi stati africani, tuttavia, circa la metà di questi ultimi in seguito hanno annullato il riconoscimento diplomatico. La Repubblica democratica araba Sahrawi non è riconosciuta né dalla Lega Araba, né dalle Nazioni Unite. Attualmente è presente nel territorio la missione MINURSO, che mantiene un cessate il fuoco tra il Fronte Polisario e il Marocco raggiunto nel 1991 e per indire un referendum sull'autodeterminazione del popolo Sahrawi. Nel corso degli anni l'ONU ha presentato diverse proposte per la soluzione del Sahara (tra cui i piani Baker), ma sono sempre stati rifiutati da una rispettiva parte o dall'altra. In Marocco viene fondato il CORCAS, un consiglio creato con decreto reale (Ḍāhir) dal re Mohammed VI composto da 140 membri, ed è la parte responsabile per negoziare con il Fronte Polisario e lo sviluppo economico e sociale del Sahara Occidentale. In risposta agli appelli del Consiglio di Sicurezza ONU alle parti per porre fine alla situazione di stallo politico, il Marocco ha presentato, l’11 Aprile 2007, al Segretario Generale, l’iniziativa marocchina di negoziazione di uno status d’autonomia per la regione del Sahara, e considerata dagli osservatori internazionali il miglior compromesso accettabile per la soluzione di questo conflitto. L'ONU ha suggerito alle parti di entrare in negoziati diretti e incondizionati sul tema.

### Contesa dell'Isola di  Leila
Nel luglio 2002 il governo marocchino ha installato una piccola base sull'isola di Perejil (la cui sovranità è della Spagna) al fine di monitorare l'immigrazione clandestina, una giustificazione che venne respinta dal governo spagnolo in quel momento. A causa di ciò per un breve periodo si sono incrinate le relazioni diplomatiche tra Spagna e Marocco, poi risolte tramite l'Unione europea, la Lega Araba e le Nazioni Unite, anche se tuttora il Marocco la rivendica come propria. Nel giugno 2014, la Spagna ha chiesto alle forze marocchine di entrare all'Isola e di espellere i migranti sub-sahariani.

## Territori del Grande Marocco
- Marocco
- Repubblica Democratica Araba dei Sahrawi (territorio del Marocco, ma non riconosciuto)
- Mauritania
- Il quarto occidentale del Sahara algerino
- Parte del Mali occidentale (Azawad)
- Piazze di sovranità (Spagna), considerate dall'Unione africana "territorio africano sotto occupazione di una potenza straniera":
  - Ceuta
  - Melilla
  - Isole Alhucemas
  - Isole Chafarinas
  - Peñón de Vélez de la Gomera
  - Perejil, rioccupata brevemente dal Marocco nel luglio 2002, è considerata dalla Spagna terra di nessuno, anche se geograficamente marocchina
  - Alborán
- Isole Canarie (Spagna), considerate dall'Unione africana "territorio africano sotto occupazione di una potenza straniera"
- Arcipelago di Madeira (Portogallo), considerato dall'Unione africana "territorio africano sotto occupazione di una potenza straniera"